# 美国服饰公司
美国服饰公司（American Apparel Inc.）是一家网上服裝零售商以及前实体服裝零售商，总部位于美国加利福尼亚州洛杉矶。公司由加拿大商人達夫·查尼于1989年创立，該公司採取垂直整合模式，是北美最大的服装制造商和零售商之一。
在连续6年亏损后，American Apparel于2015年10月5日在美国加利福尼亚州中区破产法院申请破产保护   。据悉该品牌随后与债权人达成了一项计划，将2亿美元的债务转化为股权（債轉股）。在其資產重组计划被特拉华州破产法院接受后，该公司正式退出破产，并由债权人和债券持有人持有，公司所有的前股东以及前CEO和创始人達夫·查尼不再擁有該公司。2016年11月，American Apparel第二次申请破产。2017年1月，Gildan Activewear在American Apparel破产拍卖中以8800万美元的价格购买了American Apparel的知识产权和其他资产。
2017年1月，American Apparel裁减了2400名南加利福尼亞州工人，并根據美国破产法第七章关闭公司工厂以及110家门店。
截至2017年年中，American Apparel以线上零售商的形式运营，其大部分产品均为国际制造。其大部分服装都来自中美洲的工厂，主要來源國為洪都拉斯和尼加拉瓜 。